# Listă de filme franceze din 1919
Aceasta este o listă de filme franceze din 1919:
| Titlu                        | Regizor          | Actori                                                                                     | Gen     | Note                             |
| ---------------------------- | ---------------- | ------------------------------------------------------------------------------------------ | ------- | -------------------------------- |
| Appassionatamente            |                  | Suzy Prim, Alberto Pasquali, Fede Sedino, Giulio Andreotti                                 |         | cu Italia                        |
| L'Appel de la sang           | Loius Mercanton  | Gabriel de Gravone, Charles Le Bargy, Desdemona Mazza, Phyllis Neilson-Terry, Ivor Novello |         | Based on novel by Robert Hichens |
| L'Argent qui tue             | Georges Denola   | Germaine De France, Juliette Clarens                                                       | Comedie | [ 1 ]                            |
| Barrabas                     |                  |                                                                                            |         |                                  |
| Le Bercail                   | Marcel L'Herbier | Marcelle Pradot, Jacques Catelain                                                          | Drama   | [ 2 ]                            |
| Le bonheur des autres        |                  |                                                                                            |         |                                  |
| A Crime Has Been Committed   | Andre Hugon      |                                                                                            |         |                                  |
| Haceldama ou Le prix du sang | Julien Duvivier  | Severin-Mars, Camille Bert                                                                 | Drama   | [ 3 ]                            |
| J'accuse                     | Abel Gance       | Romuald Joubé                                                                              | drama   | Pathé Frères                     |
| Mademoiselle Chiffon         | Andre Hugon      | Musidora, Suzanne Munte                                                                    |         |                                  |